# 下町
下町（したまち）は、大まかに2つの意味があり、ひとつは地理的な特性を指し、高台にある山の手（上町）に対して海などに近い低地にある町という意味で、もうひとつは住民の社会階層的な特性による町の分類で、江戸時代の江戸では武家屋敷や寺町がある「山の手」に対して商人や職人が住む家が並んでいた町のことであり現代では庶民の家が並ぶ町のこと。
「下町」という日本語にぴったりと合致する英単語は無い。「downtown（ダウンタウン）」という英単語は、都心、中心街、ビジネス街、繁華街を指す言葉であり、日本語の下町とは意味がかなり異なっている。単語の成立に際し上下的な位置関係（ただしdowntownの場合は地形的な低地ではなく、地図における下方すなわち南を意味する。en:Downtownを参照。）が影響した点を除き、日本語の下町との関連性はない。英語のダウンタウンの対義語はアップタウン。

## 概説

### 地理的特性としての下町
市街地のうち、海や川に近い低地（沖積平野）の区域を指す。東京では武蔵野台地東麓や隅田川沿い、大阪では上町台地西麓や旧淀川沿いが該当する。
下町という用語は、歴史的に東京湾（江戸湾）岸まで市街化されていた臨海都市の東京（江戸）でよく用いられる反面、大阪湾岸まで市街化されていなかった内陸都市の大阪ではあまり用いられず、大阪では船場、島之内、堀江、下船場、中之島、堂島、天満など、川や堀で区切られたブロックごとの固有名称が一般的である。
下町の対語は、東京では山の手（やまのて）、大阪では上町（うえまち）となり、それぞれ山手線や上町台地の語源にもなっている。

### 社会的特性としての下町
庶民の居住区のこと。建ぺい率の高い小さな家屋が密集することが多い。居住区は必ずしも低地とは限らず高台（洪積台地）に位置することもある。
下町、山手ともに厳密な地理的範囲の規定はなく、どちらも時代の変遷とともに拡大、変化していっている。

### 相関の有無
江戸時代前期の江戸においては、武蔵野台地上に江戸城、大身旗本屋敷や諸藩の大名屋敷、有力寺院などが立地し、武蔵野台地東麓の低地に町人地が形成されたため、地理的高低差と社会的棲み分けに相関関係が見られた。しかし、江戸時代中期以降は低地にも大名屋敷や武家屋敷が築造されるようになったため、地理的高低差と社会的棲み分けが曖昧になった。
一方、大阪では豊臣初期において武家地・町人地とも上町台地上に形成されていたことや、徳川期において水運に利する低地に諸藩の蔵屋敷が立地していたことから、当初から地理的高低差と社会的棲み分けの相関関係は弱い。

## 歴史

### 江戸・東京における下町の歴史
家康入府前
もともと江戸には海手という地名があったことが確認でき、海手と山の手が対称・対比的に使われる地名だった。
この「海手 - 山の手」という対称地名は、江戸時代になっても、かなりの年月使われていたらしい。
『御府内備考』（1810年-1829年）の甲府御屋敷蹟の項にも、「承応記云、元年八月十四日長松君へ御下屋舗、海手と山の手両所進せられしとなり」とあり、海手と山の手が明らかに対称地名として使われている。
江戸時代前期
徳川家康は1590年（天正18年）に江戸城に入城した後、台地の端に屋敷を造ったのち、その東側の低湿地帯を埋め立てて職人町等を造ることにし、平川の河口から江戸城に通じる道三堀を造ったのを手始めに、掘割が縦横に走る市街地の下町を造成していった。掘割があるため、各区域の区別がはっきりとしており、区域ごとの特色がはっきりしていた。（現在でも東京の下町には運河や小河川が縦横にあるため、橋を渡らないと隣町に行けない地域があり、こうした地域では道路や川を越した先を「むこうがし（向こう河岸）」という表現があるほどである）。
埋め立てが進行する中で下町という呼び方が生じ、「海手 - 山の手」という対称地名と並んで「下町 - 山の手」という対称地名も使われるようになった、と考えられる。江戸時代の御府内（江戸の市域）で、高台の地域を「山の手」と呼び、低地にある町を「下町」と呼んだという。
寛文二年（1662年）の小川新田（武蔵野台地の中央あたりにあった村）の訴状の中に「新田に而瓜作少宛仕候、下町瓜といやかしにて壱間山之手に壱間御江戸に瓜といや二間」という文章が見られる。この文章では武蔵野台地の上の側を山の手と呼び、それと対称的に、台地から降りた、海岸近くの低い場所を下町と呼んでいるのだろうと推察される。
この当時には、山の手、下町の他に場末という地名が使われた。この時代の江戸の住民にとって下町というのは「お堀より東、隅田川より西側、それに新橋より北側、筋違門（今の須田町とか秋葉原の手前）より南」だったという。なお、当時の下町には深川も浅草も入っていない。上で説明したが、掘割があるので江戸の町はそれぞれの地域にはっきりと特性があり、江戸っ子はそれぞれの町の住民として誇りをもって住んでいた。深川の人々にも「下町じゃないぞ」という気概があり、浅草の人々にも「日本橋と一緒になってたまるか」という気概があった。
上で説明した下町の範囲の外側の土地は、もはや「町」ではなく、民家がまばらな土地で、場末と呼ばれた。
江戸の下町の中心は日本橋や神田であった。すなわち、現代の地名で言えば中央区日本橋や千代田区神田に相当する地域であった。
角川書店が1978年に刊行した『角川 日本地名大辞典 13 東京都』には、江戸期の下町は「神田、京橋・日本橋を中心とした地域」と書かれている。 
江戸時代中期以降
江戸時代中期以降は、旧来の下町の東側（本所・深川等）が市街化され、これらの地域は江戸時代を通じて商人町よりも武家屋敷の性格が強かったため、地理的な「下町」と社会的な「商人・職人の町」は必ずしも合致しなくなってきた。一方で下谷・浅草地域は寺社の集積により寺町となった。
「江戸後期から明治期にかけ下町の範囲はひろがり、浅草・下谷が含まれるようになった」と角川日本地名大辞典に書かれている。 
大正・昭和期
「大正期以降（昭和期にかけて）、市街地の拡大に伴い、下町の範囲はさらに東へと伸び、江東・墨田・荒川・足立・葛飾・江戸川の各区も下町と考えられるようになった」と角川の地名大辞典に解説されている。
近年の東京の地元紙「東京新聞したまち版」の下町区域は台東区、墨田区、江東区、荒川区、文京区、足立区、葛飾区、江戸川区としている。城南に位置する大田区の蒲田、大森も下町の扱いを受ける場合がある。
平成以降
地名が整理統合され、都心回帰による再開発が進んだ平成以降の今日では「下町」「山の手」の区分はさらに不明瞭となった。東京における下町の代表的な地域は、いわゆる城東地区と呼ばれる日本橋、京橋、銀座、神田、下谷、浅草、本所、深川であり、現在の中央区、千代田区の北東部、台東区、墨田区、江東区の一部に相当する。一方で「山の手」のイメージで語られがちな旧小石川区（現在の文京区）や旧牛込区（同新宿区）、旧芝区（同港区）にも下町地域は存在する。

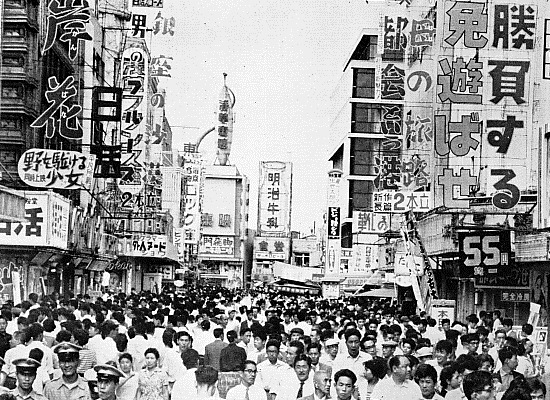
浅草六区
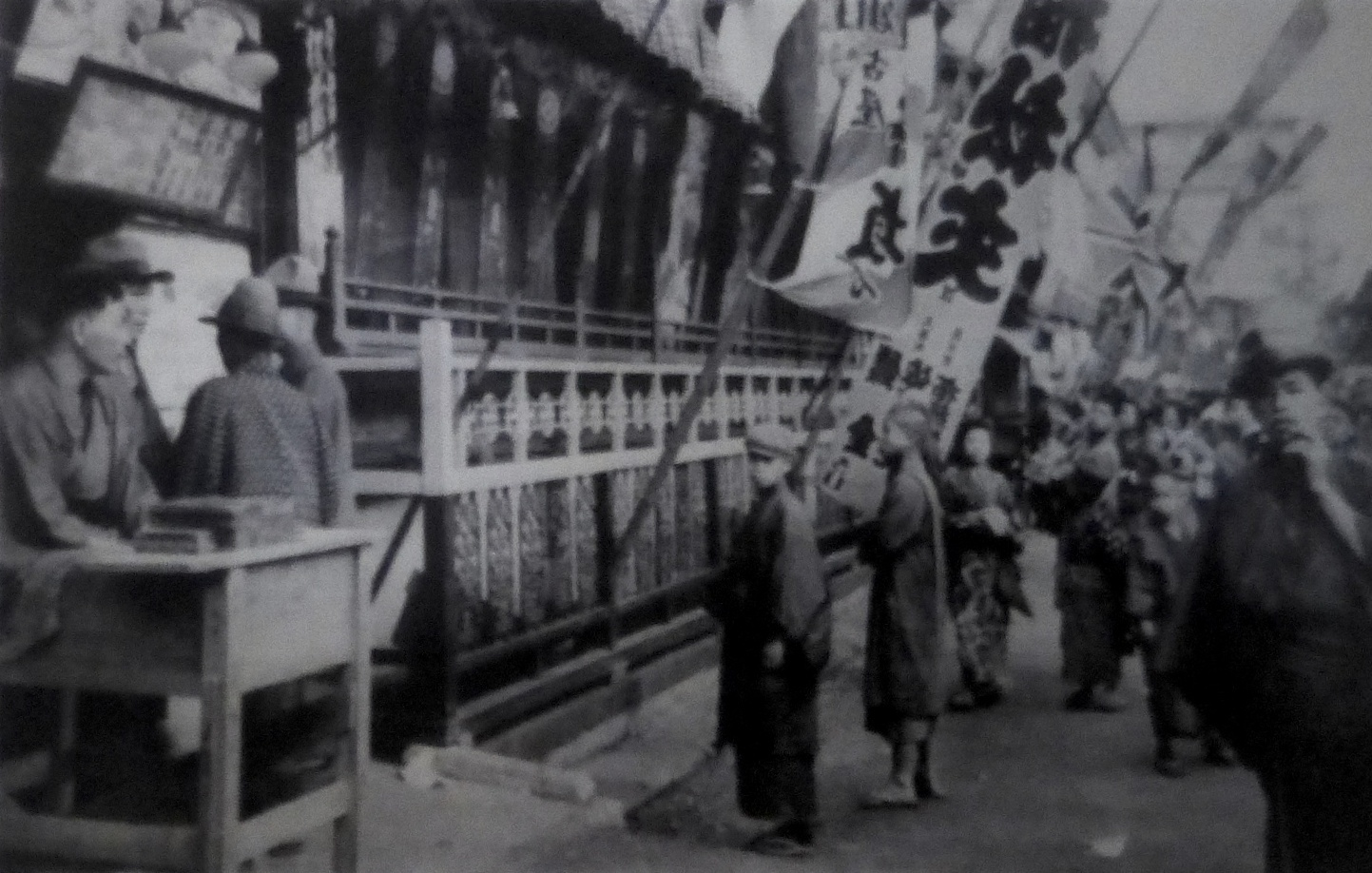
浅草の寄席
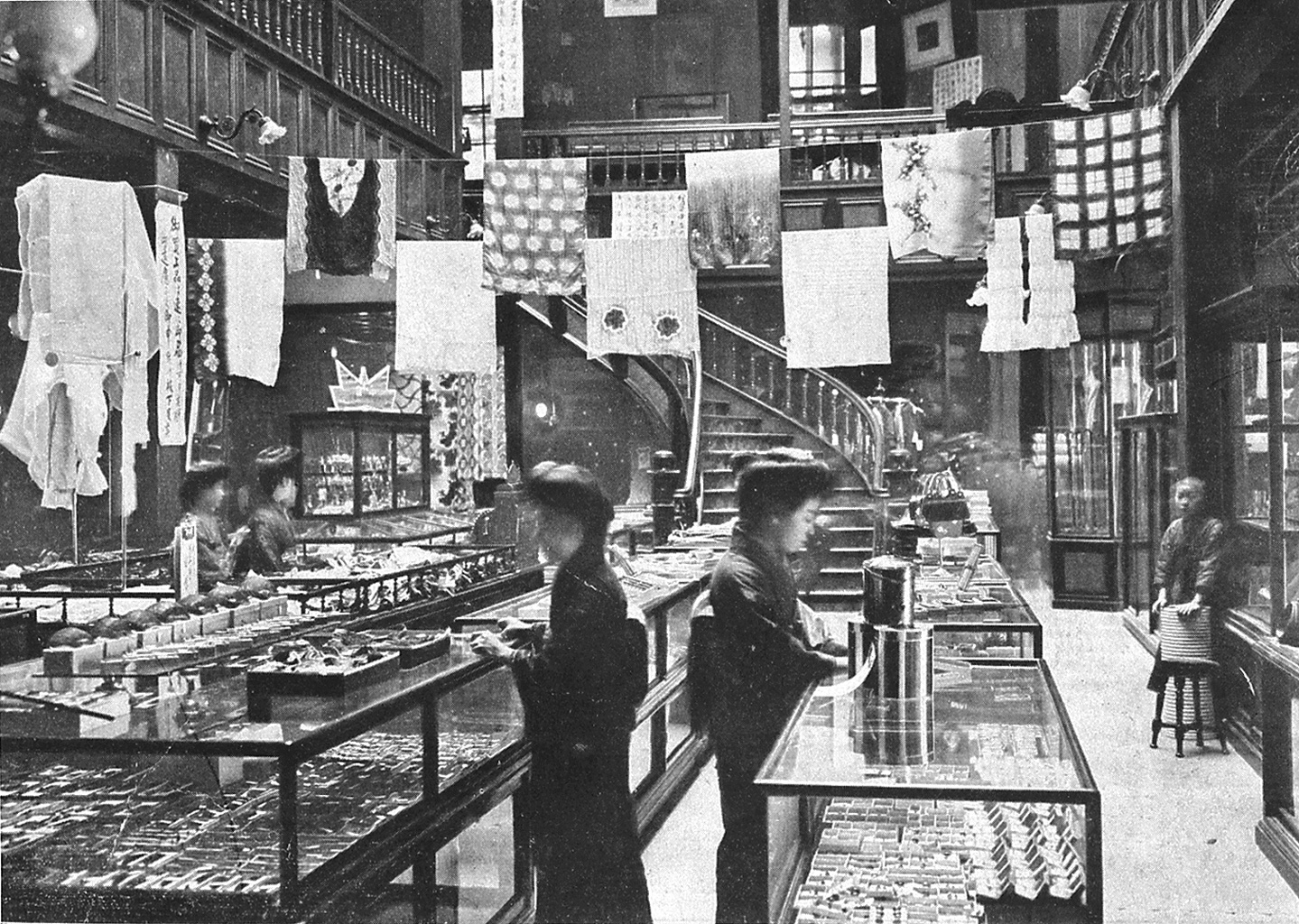
白木屋呉服店
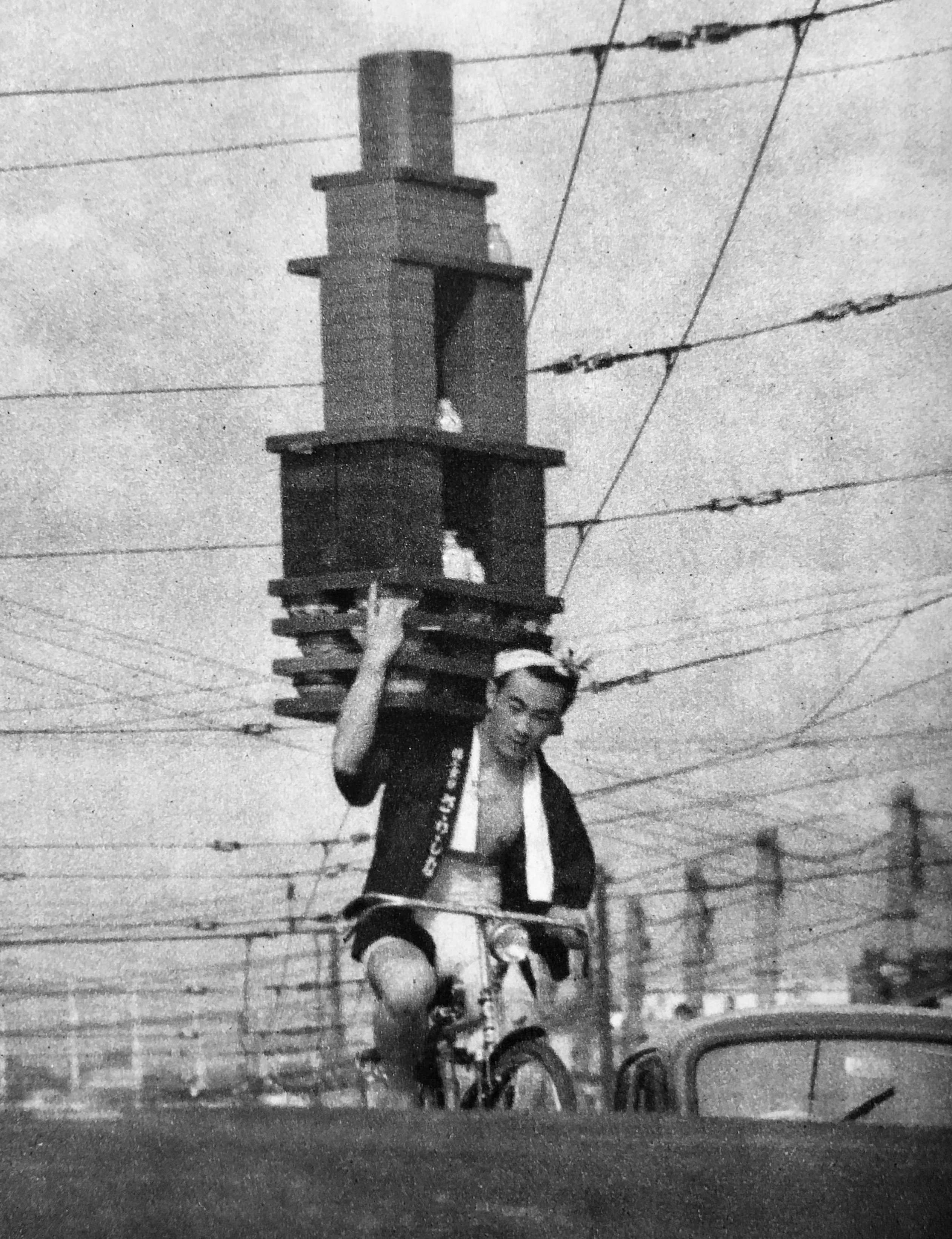
蕎麦屋の出前
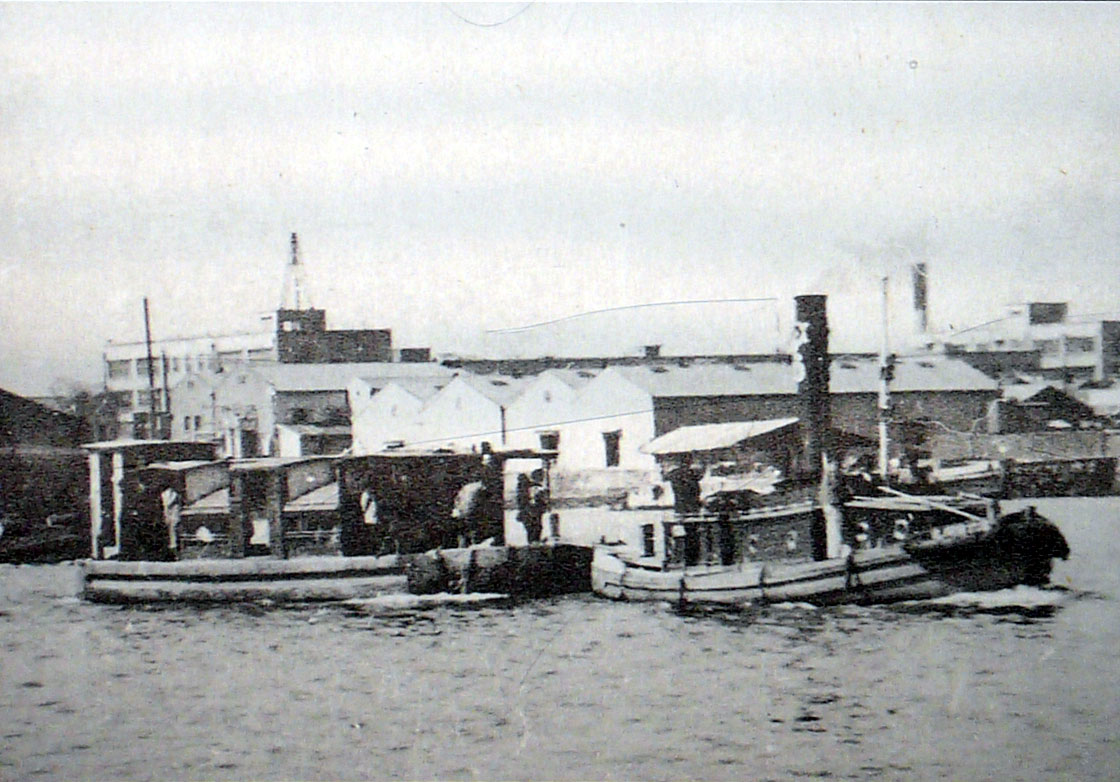
佃島の渡し

### 大阪における下町の歴史
豊臣初期は武家地、町人地とも上町台地上に展開していた。しかし、豊臣秀吉晩年の1598年に大坂城三の丸の造成が始まると、三の丸内に展開していた町人地の大半が船場へ移転された。西端部を除いて現在も船場に残る40間四方の区画は太閤地割と呼ばれる豊臣時代の名残である。
江戸時代に入ると下船場・島之内・中之島などが幕府や有力町人によって開発され、寺内町だった天満を大坂城下に取り込む一方、豊臣時代の三の丸にも再び町人地が展開され、上町台地上の渡辺、玉造、上本町、谷町などが上町と総称されるようになった。武家地については、大坂城代や大坂町奉行の屋敷地は基本的に上町台地上に位置する大坂城内や上町に置かれたが、一部は天満の北縁や川口に置かれ、天下の台所と称された都市の性格上、各藩の大名屋敷（蔵屋敷）はもっぱら堂島や中之島といった水運に利する低地に置かれた。
地理的高低差によれば、上町台地上の上町以外は全て低地の下町ということになるが、上述のとおりブロックごとの固有名称が一般的であるため、下町という呼称はまず用いられない。しかし近年、マスメディアなどの影響により、東京の下町に似た庶民的な街を下町と呼ぶことが多くなった。
ただし大阪においては、東京の下町の雰囲気に通じる新世界、天下茶屋、天王寺や駒川の駒川商店街などの地域はもともとの大阪市域ではない。また玉造や空堀商店街界隈、寺町群など天王寺区域は上町台地上に位置している。今日的な下町のイメージを持つ街のうち、大坂城下の町人地としての歴史を有しなおかつ上町以外に位置するのは、天満の天神橋筋商店街界隈ぐらいである。

## 下町文学
独特の気質や美意識を持つ下町は多くの文学者に愛され、下町を描いた近代文学作品は数多い。代表的な作家に、幸田露伴、久保田万太郎、舟橋聖一、円地文子、永井龍男、芝木好子、田久保英夫、吉村昭、川口松太郎、池波正太郎、長谷川時雨、樋口一葉、永井荷風、安岡章太郎、泉鏡花、川端康成、江戸川乱歩、佐多稲子らがいる。また、西洋的な視座から隅田川河岸の江戸趣味を楽しむ文人の集まり「パンの会」も一時結成された。

## 下町を舞台にした作品
- 三丁目の夕日（1974年 - ）- 東京の下町を舞台とした西岸良平の漫画。
  - ALWAYS 三丁目の夕日（2005年）- 上記漫画作品の実写映画化。昭和30年代の東京の下町をCGで再現し話題となった。
- こちら葛飾区亀有公園前派出所（1976年 - 2016年） - 東京の下町、葛飾区亀有を舞台にした漫画作品。アニメ化、実写ドラマ化もなされた。なお主人公両津勘吉の出身地は浅草千束である。
- 七色とんがらし （1976年） - 千葉真一主演のホームドラマ。東京・下町の鉄工所を舞台に家族の人間模様・絆を描いている。
- 下町ロケット - 池井戸潤の小説。大田区にある中小企業が舞台。2010年に単行本が刊行され、2011年にWOWOW、2015年にTBSでテレビドラマ化された。